# Паттерсон-Тракт (Каліфорнія)
Паттерсон-Тракт (англ. Patterson Tract) — переписна місцевість (CDP) в США, в окрузі Туларе штату Каліфорнія. Населення — 1888 осіб (2020).

## Географія
Паттерсон-Тракт розташований за координатами 36°22′46″ пн. ш. 119°17′44″ зх. д. / 36.37944° пн. ш. 119.29556° зх. д. (36.379518, -119.295602).  За даними Бюро перепису населення США в 2010 році переписна місцевість мала площу 3,75 км², уся площа — суходіл.

## Демографія
Згідно з переписом 2010 року, у переписній місцевості мешкали 1752 особи в 487 домогосподарствах у складі 401 родини. Густота населення становила 468 осіб/км².  Було 521 помешкання (139/км²).
Расовий склад населення:
| - 57,0 % — білих - 4,2 % — азіатів - 1,9 % — корінних американців - 32,9 % — осіб інших рас |

До двох чи більше рас належало 4,0 %. Частка іспаномовних становила 64,7 % від усіх жителів.
За віковим діапазоном населення розподілялося таким чином: 31,9 % — особи молодші 18 років, 57,7 % — особи у віці 18—64 років, 10,4 % — особи у віці 65 років та старші. Медіана віку мешканця становила 30,4 року. На 100 осіб жіночої статі у переписній місцевості припадало 107,1 чоловіків;  на 100 жінок у віці від 18 років та старших — 100,8 чоловіків також старших 18 років.
Середній дохід на одне домашнє господарство  становив 51 022 долари США (медіана — 34 186), а середній дохід на одну сім'ю — 55 335 доларів (медіана — 38 173). Медіана доходів становила 21 825 доларів для чоловіків та 34 375 доларів для жінок. За межею бідності перебувало 18,3 % осіб, у тому числі 22,7 % дітей у віці до 18 років та 5,1 % осіб у віці 65 років та старших.
Цивільне працевлаштоване населення становило 772 особи. Основні галузі зайнятості: сільське господарство, лісництво, риболовля — 25,0 %, роздрібна торгівля — 16,1 %, науковці, спеціалісти, менеджери — 9,8 %, освіта, охорона здоров'я та соціальна допомога — 9,1 %.